# Marcjan z Kiry
Marcjan z Kiry, cs. Prepodobnyj Markian Kirskij (Chałkidskij) (zm. 388) – eremita, asceta, mnich i święty Kościoła prawosławnego (prepodobnyj).
Prowadził pustelniczy żywot. W odludnym miejscu za miastem Kira (Cyrrhus/Kyrros w Syrii) zbudował sobie niewielką celę, gdzie cały czas spędzał na modlitwie, śpiewaniu psalmów oraz czytaniu ksiąg. Żywił się przy tym najprostszym pożywieniem, które zjadał w znikomych ilościach. Głęboka asceza mnicha przyciągała po porady duchowe wielu ludzi. Dlatego też postanowił zbudować dla nich wspólnotę.
Bóg obdarzył Marcjana zdolnością czynienia cudów. Znana jest m.in. historia jak pewnego razu do jego celi wpełzła żmija. Mnich uczynił tylko znak krzyża i gad padł martwy jak rażony prądem.
Cerkiew prawosławna wspomina św. Marcjana dwukrotnie: 18/31 stycznia i 2/15 listopada.